# JB Group Classic 2009
JB Group Classic 2009 - выставочный теннисный турнир в Гонконге, Китай. Проводится в рамках серии турниров в азиатско-тихоокеанском регионе, подготовительных к Australian Open.
Турнир-2009 проведен по новой схеме: организаторы пригласили 4 команды по континентальному и национальному признаку - России, Америки, Азии и России.
Турнир проводился с 5 по 10 января.

## Сеянные
| Посев | Команда            | Игроки                                           |
| 1.    | Европа             | Елена Янкович Агнеш Савай Мишель Ларшер де Бриту |
| 2.    | Америка            | Винус Уильямс Хисела Дулко Коко Вандевеге        |
| 3.    | Россия             | Вера Звонарёва Анна Чакветадзе Александра Панова |
| 4.    | Азия и Тихий океан | Чжэн Цзе Саня Мирза Чжан Лин                     |

## Матчи "Звёзд завтрашнего дня"

### Основной турнир
| Выставочные матчи      |              |                |
| Мишель Ларшер де Бриту | 6-3 3-6 4-6  | Коко Вандевеге |
| Александра Панова      | 7-6 3-6 8-10 | Чжан Лин       |

## Основной турнир

### 1/2 финала
| Россия                           | 3-0     | Азия и Тихий океан |
| Вера Звонарёва                   | 7-6 6-4 | Чжэн Цзе           |
| Анна Чакветадзе                  | 7-6 6-4 | Саня Мирза         |
| Вера Звонарёва Александра Панова | 6-2 6-4 | Чжэн Цзе Чжан Лин  |

| Европа                               | 1-2         | Америка                      |
| Елена Янкович Мишель Ларшер де Бриту | 6-4 7-5     | Винус Уильямс Коко Вандевеге |
| Елена Янкович                        | 2-6 2-6     | Винус Уильямс                |
| Агнеш Савай                          | 4-6 7-6 3-6 | Хисела Дулко                 |

### Финалы

#### Финал B
| Азия и Тихий океан  | 3-0     | Европа                               |
| Чжэн Цзе Саня Мирза | 6-1 6-1 | Елена Янкович Мишель Ларшер де Бриту |
| Саня Мирза          | 6-3 6-4 | Агнеш Савай                          |
| Чжэн Цзе            | 6-1 6-1 | Мишель Ларшер де Бриту               |

#### Финал A
| Америка                      | 3-2         | Россия                           |
| Винус Уильямс                | 7-6 6-3     | Анна Чакветадзе                  |
| Хисела Дулко                 | 4-6 6-0 3-6 | Вера Звонарёва                   |
| Хисела Дулко                 | 6-3 4-6 4-6 | Анна Чакветадзе                  |
| Винус Уильямс                | 6-2 6-2     | Вера Звонарёва                   |
| Винус Уильямс Коко Вандевеге | 6-4 6-1     | Вера Звонарёва Александра Панова |